# 庫爾曼島
73°29′S 169°45′E / 73.483°S 169.750°E

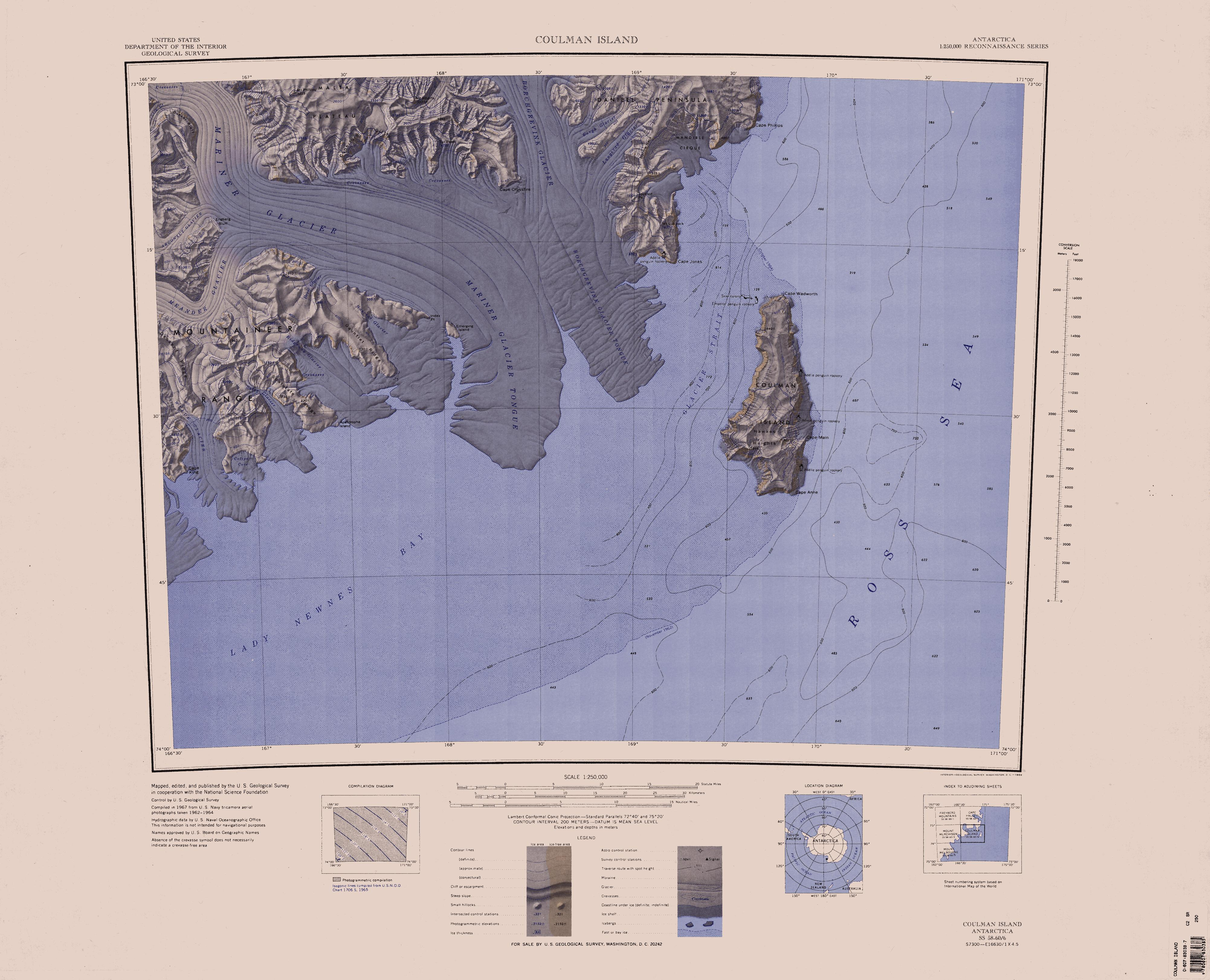

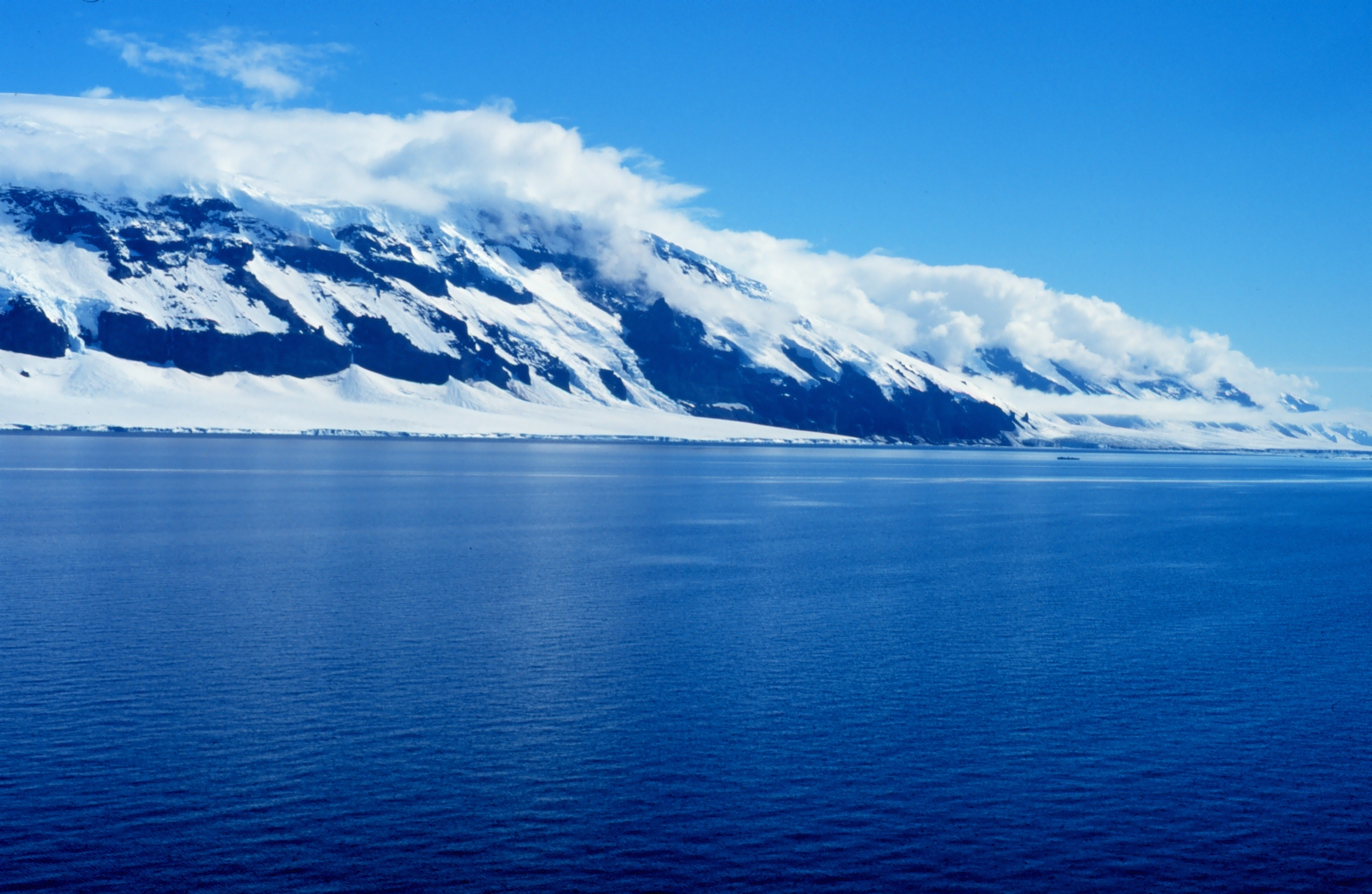

庫爾曼島是南極洲的島嶼，位於羅斯海，長34公里、寬14.5公里，面積342.6平方公里，最高點海拔高度1,999米，島上無人居住，該島在1841年1月17日被發現，新西蘭在南極條約體系下擱置對該島的領土主權要求。